# 超心寺
超心寺（ちょうしんじ）は、大阪府大阪市天王寺区下寺町にある浄土宗の寺院。山門が国の登録有形文化財となっている。

## 概要
山号は願松山。本尊は阿弥陀如来。1603年 (慶長8年) に現在地に移転と伝えられ、1657年 (明暦３年) の古地図には明記されている浄土宗寺院である。戦災で山門以外は消失。文楽人形遣いの初代・二代吉田栄三の墓がある。

## 文化財

### 登録有形文化財
2008年 (平成20年) 7月8日、山門が登録有形文化財となった。江戸時代中期建築。木造。松屋町筋に西面する一間薬医門で、切妻造・本瓦葺き。間口3.1ｍで、袖塀を両脇に付ける。女梁を挿し肘木状に作り、男梁上、大斗肘木を介して、虹梁と軒桁を支持。妻や中備は流水や雲紋風に彫られた蟇股とする。軒は一軒繁垂木。

## 交通
- 谷町線四天王寺前夕陽ヶ丘駅から徒歩8分
- 近鉄線大阪上本町駅から徒歩20分